# حي الانتفاضة (أحور أبين)
حي الانتفاضة (أحور) هو أحد أحياء مدينة أحور في محافظة أبين اليمنية. بلغ تعداد سكانه 1889 نسمة حسب التعداد السكاني في اليمن لعام 2004.